# Wouter olde Heuvel
Wouter olde Heuvel (* 18. srpna 1986 Losser) je nizozemský rychlobruslař.
Prvních velkých mezinárodních závodů se zúčastnil v sezóně 2004/2005, kdy startoval na Severských hrách mládeže (1500 m – 3. místo, 5000 m – 1. místo) a na juniorském světovém šampionátu, odkud si přivezl zlato ze stíhacího závodu družstev a stříbro z víceboje. Tytéž medaile vybojoval i o rok později. Ve Světovém poháru debutoval na jaře 2007, tehdy se poprvé představil i na světových šampionátech ve víceboji a na jednotlivých tratích. Prvních úspěchů na seniorských akcích dosáhl v sezóně 2007/2008, kdy na Mistrovství světa získal bronz na trati 5000 m a zlato ve stíhacím závodě družstev. To pomohl nizozemskému týmu obhájit v následujícím roce. Z Mistrovství Evropy 2009 si přivezl bronz. V dalších letech bylo jeho nejlepším umístěním čtvrté místo na ME 2011, šestá příčka na ME 2015 a sedmé místo na vícebojařském světovém šampionátu 2010.